# Massanutten
Massanutten és una concentració de població designada pel cens dels Estats Units a l'estat de Virgínia. Segons el cens del 2000 tenia 1.945 habitants.

## Demografia
Segons el cens del 2000, Massanutten tenia 1.945 habitants, 751 habitatges, i 582 famílies. La densitat de població era de 52,4 habitants per km².
Dels 751 habitatges en un 35,4% hi vivien nens de menys de 18 anys, en un 67,6% hi vivien parelles casades, en un 6,1% dones solteres, i en un 22,4% no eren unitats familiars. En el 16,1% dels habitatges hi vivien persones soles el 3,3% de les quals corresponia a persones de 65 anys o més que vivien soles. El nombre mitjà de persones vivint en cada habitatge era de 2,59 i el nombre mitjà de persones que vivien en cada família era de 2,91.
Per edats la població es repartia de la següent manera: un 24,3% tenia menys de 18 anys, un 5,9% entre 18 i 24, un 35,2% entre 25 i 44, un 25,1% de 45 a 60 i un 9,5% 65 anys o més.
L'edat mediana era de 37 anys. Per cada 100 dones de 18 o més anys hi havia 96,3 homes.
La renda mediana per habitatge era de 61.316 $ i la renda mediana per família de 61.957 $. Els homes tenien una renda mediana de 44.010 $ mentre que les dones 27.596 $. La renda per capita de la població era de 24.292 $. Entorn del 2,4% de les famílies i el 3,2% de la població estaven per davall del llindar de pobresa.

## Poblacions més properes
El següent diagrama mostra les poblacions més properes.